# Koersbal op de Paralympische Zomerspelen 1996

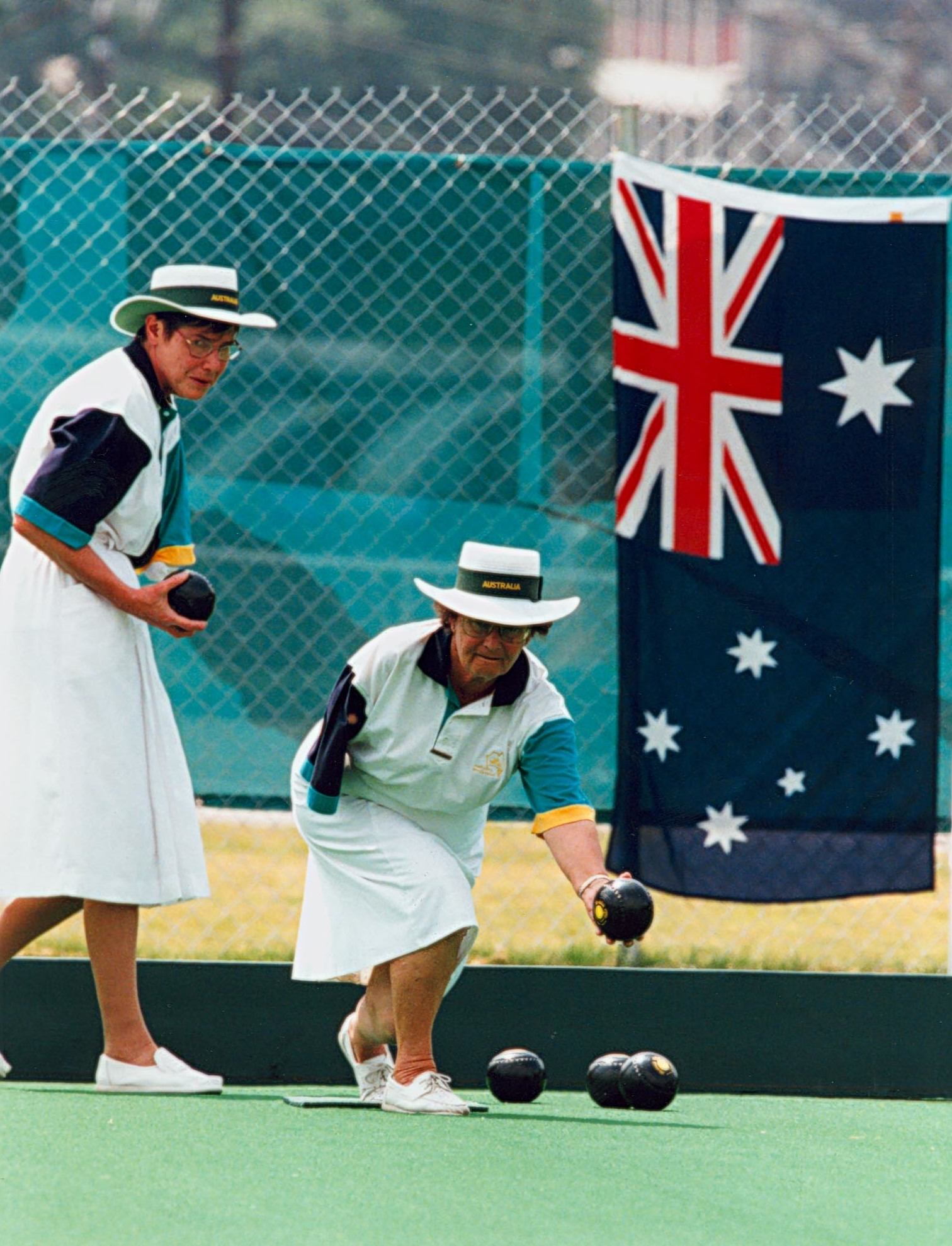
Pauline Cahille en Jonie Clark komen uit voor Australië

Op de Xe Paralympische Spelen die in 1996 werden gehouden in het Amerikaanse Atlanta was koersbal een van de 19 sporten die tijdens deze spelen werd beoefend. Het was de laatste keer dat koersbal op het programma stond, er werd alleen nog maar in individuele klassen gestreden.

## Mannen

### Individueel
| Klasse | land | Goud           | land | Zilver          | land | Brons          |
| ------ | ---- | -------------- | ---- | --------------- | ---- | -------------- |
| LB2    | GBR  | William Curran | RSA  | Willem Niemann  | KOR  | Chul Lim       |
| LB3-5  | GBR  | Samuel Shaw    | GBR  | David Heddle    | HKG  | Lun Chiu       |
| LB6    | CAN  | Lance McDonald | RSA  | Ronald Philipps | ISR  | Itzhak Baranes |
| LB7/8  | GBR  | Alan Lyne      | GBR  | George Wright   | GBR  | Keith Brenton  |

## Vrouwen

### Individueel
| Klasse | land | Goud           | land | Zilver          | land | Brons             |
| ------ | ---- | -------------- | ---- | --------------- | ---- | ----------------- |
| LB2    | GBR  | Vera Moore     | GBR  | Penny Tyler     | RSA  | Margaret Harriman |
| LB3-5  | GBR  | Irene Cheer    | AUS  | June Clark      | AUS  | Pauline Cahill    |
| LB6    | RSA  | Deirdre Buller | CAN  | Vivian Berkeley | ISR  | Tami Carmeli      |
| LB7/8  | GBR  | Rosa Crean     | HKG  | Lai Tang        | GBR  | Mary Elias        |

Atletiek · Bankdrukken · Basketbal · Boogschieten · Boccia · CP-voetbal · Goalball · Judo · Koersbal · Paardensport · Schermen · Schietsport · Tafeltennis · Tennis · Volleybal · Wielersport · Zeilen · Zwemmen
Tel Aviv 1968 ·
Heidelberg 1972 ·
Toronto 1976 ·
Arnhem 1980 ·
New York & Stoke Mandeville 1984 ·
Seoel 1988 ·
Atlanta 1996